# Google Finance
Google Finance es un sitio web lanzado el 21 de marzo de 2006 por Google. El servicio cuenta con titulares de negocios y empresas para muchas sociedades, incluyendo sus decisiones financieras y grandes eventos noticiosos. La información de archivo está, al igual que Flash, basado en los gráficos de precios de valores que contienen las marcas de los principales acontecimientos de las noticias y acciones corporativas. El sitio también agrega Google News y  Google Blog Search. Artículos acerca de cada corporación, aunque los vínculos no son evaluados y, a menudo considerados poco fiables Google añadió publicidad a su página de finanzas el 18 de noviembre de 2008, que se sigue mostrando. Google lanzó una versión renovada de su sitio de finanzas el 12 de diciembre de 2006, con un nuevo diseño de página web que permite a los usuarios ver la información de moneda, el desempeño del sector para el mercado de Estados Unidos y una lista de los principales motores del mercado, junto con el correspondiente y noticias importantes del día. También se añadió una sección de motores superior, basado en la popularidad determinado por Google Trends. La actualización también contó con cartas con hasta 40 años de datos de  acciones de EE. UU., y las opciones de cartera más ricos. Otra actualización trajo cambios ticker en tiempo real de las existencias en el sitio, ya que ambos NASDAQ y Bolsa de Nueva York se asociaron con Google en junio de 2008.